# Artomyias
Artomyias is een geslacht van zangvogels uit de familie van de vliegenvangers (Muscicapidae). 

## Soorten
Het geslacht kent de volgende soorten:
- Artomyias ussheri  – Usshers vliegenvanger
- Artomyias fuliginosa  – Rouwvliegenvanger